# Fritz Wittels
Fritz Wittels est un psychanalyste autrichien né à Vienne le 14 novembre 1880 et mort à New York le 16 octobre 1950.

## Biographie
Fritz (Siegfried) Wittels fait ses études de médecine à l'université de Vienne, où il obtient son diplôme en 1904. Il assiste aux conférences de Freud à l'université à partir de 1905. Son oncle, Isidor Sadjer, l'introduit dans le groupe réuni par Freud sous le nom de Société psychologique du mercredi, à son domicile. Il exerce à l'hôpital de Vienne, et devient l'assistant de Julius Wagner-Jauregg en 1907. Il est ami de Wilhelm Stekel. 

## Publications
- Freud et la femme-enfant, Puf, coll. « Bibliothèque de psychanalyse », 1999